# Campionat del Món de motocròs 1960
La temporada de 1960 del Campionat del Món de motocròs fou la 4a edició d'aquest campionat, organitzat per la FIM. El calendari oficial constava de 9 Grans Premis, celebrats entre el 24 d'abril i el 14 d'agost.
Aquell any es disputà la segona edició del Campionat d'Europa de motocròs en la categoria de 250cc, anomenat Coup d'Europe entre 1957 i 1958. Fou l'any en què es morí René Baeten en una cursa a Bèlgica, el mes de juny.

## Sistema de puntuació
Barem de puntuació de 1952 a 1969:
| Posició | 1 | 2 | 3 | 4 | 5 | 6 |
| Punts   | 8 | 6 | 4 | 3 | 2 | 1 |

| Resultats que computen                         |
| 1/2 + 1 dels GP (cal acabar-hi les 2 mànegues) |

## 500 cc

### Classificació final
| Posició | Pilot            | Motocicleta     | Punts          |
| ------- | ---------------- | --------------- | -------------- |
| 1       | Bill Nilsson     | Husqvarna       | 38 net/42 brut |
| 2       | Sten Lundin      | Monark          | 36 net/40 brut |
| 3       | Rolf Tibblin     | Husqvarna       | 26             |
| 4       | Don Rickman      | Triumph-Métisse | 26 net/27 brut |
| 5       | Gunnar Johansson | Lito            | 21 net/23 brut |
| 6       | Ove Lundell      | Monark          | 10             |
| 7       | René Baeten      | Matchless       | 8              |
| 8       | Lars Gustavsson  | Monark          | 7              |
| 9       | Leslie Archer    | Norton          | 7              |
| 10      | John Burton      | BSA             | 5              |

## II Campionat d'Europa 250 cc

### Classificació final
| Posició | Pilot            | Motocicleta | Punts          |
| ------- | ---------------- | ----------- | -------------- |
| 1       | Dave Bickers     | Greeves     | 48 net/57 brut |
| 2       | Jeff Smith       | BSA         | 35 net/35      |
| 3       | Miloslav Soucek  | ESO         | 26             |
| 4       | Stig Rickardsson | Husqvarna   | 25             |
| 5       | Arthur Lampkin   | BSA         | 25             |
| 6       | Lennart Dahlén   | Husqvarna   | 25 net/26 brut |
| 7       | Torsten Hallman  | Husqvarna   | 24             |
| 8       | Jaromir Cizek    | Jawa        | 14             |
| 9       | Vlastimil Valek  | ČZ          | 11             |
| 10      | Emilio Ostorero  | Bianchi     | 10             |

1. ↑  D'altres fonts escriuen el cognom com a Souchek i documenten la seva muntura com a CZ.

## Resum: Podi final 1960
|           | 500 cc       | 500 cc    | 250 cc          | 250 cc  |
| Campió    | Bill Nilsson | Husqvarna | Dave Bickers    | Greeves |
| Subcampió | Sten Lundin  | Monark    | Jeff Smith      | BSA     |
| Tercer    | Rolf Tibblin | Husqvarna | Miloslav Soucek | ESO     |